# 露娜 (烏克蘭歌手)
赫里斯蒂娜·維克托里芙娜·巴爾達什（羅馬化：Khrystyna Viktorivna Bardash；1990年8月28日—），藝名露娜（英語：Luna），乌克兰独立流行歌手兼词曲作者、模特，前摄影师。

## 備注
1. ↑  婚前姓格拉西莫娃（羅馬化：Herasymova）